# Ріо-Верде (Чилі)
Ріо-Верде (ісп. Río Verde) - селище в Чилі. Адміністративний центр однойменної комуни. Населення - 35 осіб (2002). Селище і комуна входить до складу провінції Магальянес і області Магальянес і Чилійська Антарктика.
Територія комуни - 9975 км². Чисельність населення - 368 жителів (2007). Щільність населення - 0,039 чол/км².

## Розташування
Селище розташоване за 67 км на північний захід від адміністративного центру області міста Пунта-Аренас.
Комуна межує:
- на північному сході - з комуною Лагуна-Бланка
- на південному сході - з комуною Пунта-Аренас
- на південному заході - з комуною Пунта-Аренас
- на північному заході - з комуною Наталес

## Демографія
Згідно з відомостями, зібраними в ході перепису Національним інститутом статистики, населення комуни становить 368 осіб, з яких 292 чоловіків і 76 жінок.
Населення комуни становить 0,24% від загальної чисельності населення області Магальянес і Чилійська Антарктика, при цьому 100% відноситься до сільського населення.